# Дух в броня (филм, 2017)
„Дух в броня“ (на английски: Ghost in the Shell) е научнофантастичен филм от 2017 г. на режисьора Рупърт Сандърс, по сценарий на Джейми Мос, Уилям Уелър и Ехрен Крюгер, базиран на едноименната японска манга поредица от Масамуне Широ. Във филма участват Скарлет Йохансон, Такеши Китано, Майкъл Пит, Пилоу Асбек, Чин Хан и Жулиет Бинош.
Снимачния процес на филма се проведе в Нова Зеландия от февруари до юни 2016 г., с допълнително заснемане в Хонгконг през този юни. Премиерата на филма е в Токио на 16 март 2017 г., и е пуснат в Съединените щати на 31 март 2017 г. в IMAX, 3D, IMAX 3D и 4DX.. Печели 169.8 млн. долара в световен мащаб срещу производствен бюджет от 110 млн. долара.